# Jarmark Świętojański (Poznań)

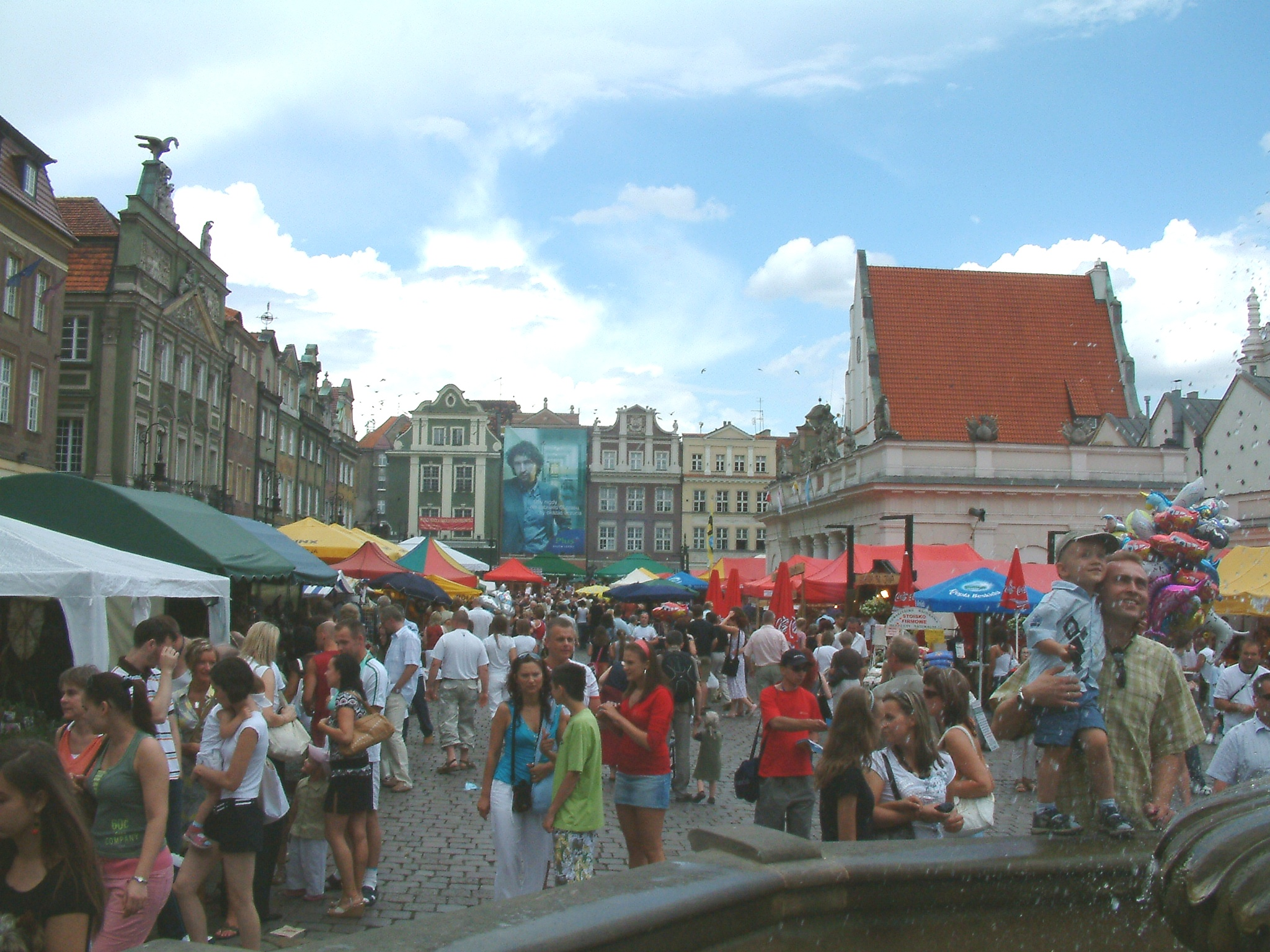
Jarmark Świętojański w Poznaniu (2007)

Jarmark Świętojański – impreza kulturalno-handlowa, odbywająca się w Poznaniu, tradycyjnie w drugiej połowie czerwca, na Starym Rynku i przyległych ulicach. 
Tradycja jarmarków wywodzi się z XVI i XVII wieku (choć odbywały się one już wcześniej), kiedy to nastąpił największy rozkwit handlu jarmarcznego w Poznaniu. Na Rynek ściągali wtedy kupcy z różnych, często bardzo odległych, krajów europejskich. Największy jarmark odbywał się w okolicach 24 czerwca, na dzień Świętego Jana i przedmiotem handlu było wtedy głównie zboże i wełna. Po załamaniu się handlu tymi artykułami jarmarki mocno podupadły, zwłaszcza w początkach XVIII wieku. Wznowione w 1780 za sprawą Komisji Dobrego Porządku. Wiek XIX sprawił, że jarmarki zyskały także funkcję towarzyską i stały się czasem spotkań wielkopolskiego ziemiaństwa (nazywano je kontraktami świętojańskimi). Wyprawiano wtedy liczne bale, przyjeżdżały teatry i tancerze.  
Współcześnie tradycja została wznowiona w 1975 z inicjatywy prezydenta Andrzeja Wituskiego (zainspirowanego wyglądem Grand-Place w Brukseli) i powiązana czasowo z organizacją Międzynarodowych Targów Poznańskich. Królował podówczas handel państwowy - nabywać można było deficytowe towary, nieobecne na półkach sklepów w zwykłe dni. Obecnie jarmark jest areną handlu rękodziełem, jedzeniem regionalnym i antykami. Towarzyszą mu liczne festiwale i występy kulturalne, głównie muzyczne. Jest jednym z magnesów, przyciągających turystów.